# Herb gminy Stolno
Herb gminy Stolno – symbol gminy Stolno, ustanowiony 30 grudnia 1991.

## Wygląd i symbolika
Herb przedstawia na tarczy dzielonej w krzyż pierwsze i czwarte pole białe, w polu drugim błękitnym kłosy zboża ułożone w snop, w polu trzecim zbrojne ramię z mieczem, natomiast w centralnej części biała tarcza z trzema czerwonymi pasami z prawa w skos  nawiązuje do godła z herbu Kos rodu Kalkstein Stolińskich, z tą tylko  różnicą  że w herbie Kalkstein Stolińskich  czerwone pasy w tarczy były ułożone poziomo.